# Университет Чхонъун
Университе́т Чхонъу́н (кор. 청운대학교, 靑雲大學校, Cheongun Daehakgyo, Ch'ŏngun Taehakkyo, букв. «Университет лазурного облака») находится в городе Хонсон провинции Чхунчхон-Намдо Южной Кореи. Является частным университетом.

## История
Основан в марте 1995 года под названием «Индустриальный Университет Чхунчхон-Намдо» (кор. 충남산업대학교?, 忠南産業大學校? чхуннам саноп тэхаккё).
В июле 1998 года переименован в «Университет Чхонъун».